# Willoughby on the Wolds
Willoughby on the Wolds est un village du Nottinghamshire, en Angleterre.